# Antony and the Johnsons
Anohni and the Johnsons es un grupo musical procedente de Nueva York liderado por la cantante y pianista Anohni Hegarty que también es la compositora de todas sus canciones
Más que un grupo en sentido clásico The Johnsons se puede considerar la banda de acompañamiento de Anohni, quien da toda la personalidad al proyecto. Sus canciones le han valido la admiración y colaboración con muchos artistas como Boy George, Dennis Hopper, Kate Bush, Franco Battiato o Laurie Anderson, quien ha dicho de ella que "todas las emociones del planeta se encuentran en su increíble voz".

## Biografía
Antony Hegarty (desde 2015, conocida con su identidad transgénero bajo el nombre de Anohni) nació en Chichester, ciudad de la región de West Sussex en el Reino Unido en el año 1971. De padre ingeniero y madre fotógrafa es la segunda de cuatro hermanos. En 1977 se trasladó a Ámsterdam y en 1981 se estableció en San José, California. 
En su adolescencia fue una gran seguidora del Synth pop, especialmente de artistas como Boy George y Marc Almond, líder de Soft Cell. En 1990 se estableció definitivamente en Nueva York para estudiar teatro experimental en la Universidad de Nueva York.

## Carrera musical

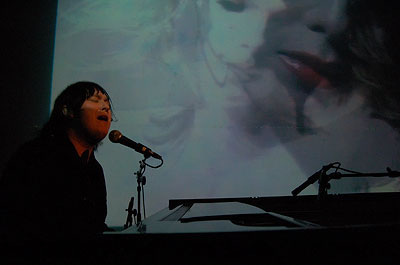
Antony interpretando el piano

Su carrera musical comenzó cuando creó un grupo de performance llamado Black Lips Performance Club que más tarde se transformaría en su banda de acompañamiento. El grupo estaba formado por Julia Kent (violonchelo), Todd Cohen (batería), Jeff Langston (bajo), Joan Wasser (violín, voz y percusión), Maxim Moston (violín) y Rob Moose (guitarra y violín).
La personalidad del grupo está unida indiscutiblemente a la de Antony, cuya particular voz le emparenta con artistas como Nina Simone o Aaron Neville. Su música, en la que además de su voz destaca el acompañamiento de piano, les acerca a géneros como el jazz y el soul más intimista. Asimismo sus letras se caracterizan por tratar diversos aspectos de la vida transgénero. Algunas de sus canciones con esta temática son My Lady Story o For Today I'm a Boy en la que un niño sueña con hacerse mayor para poder convertirse en una mujer.

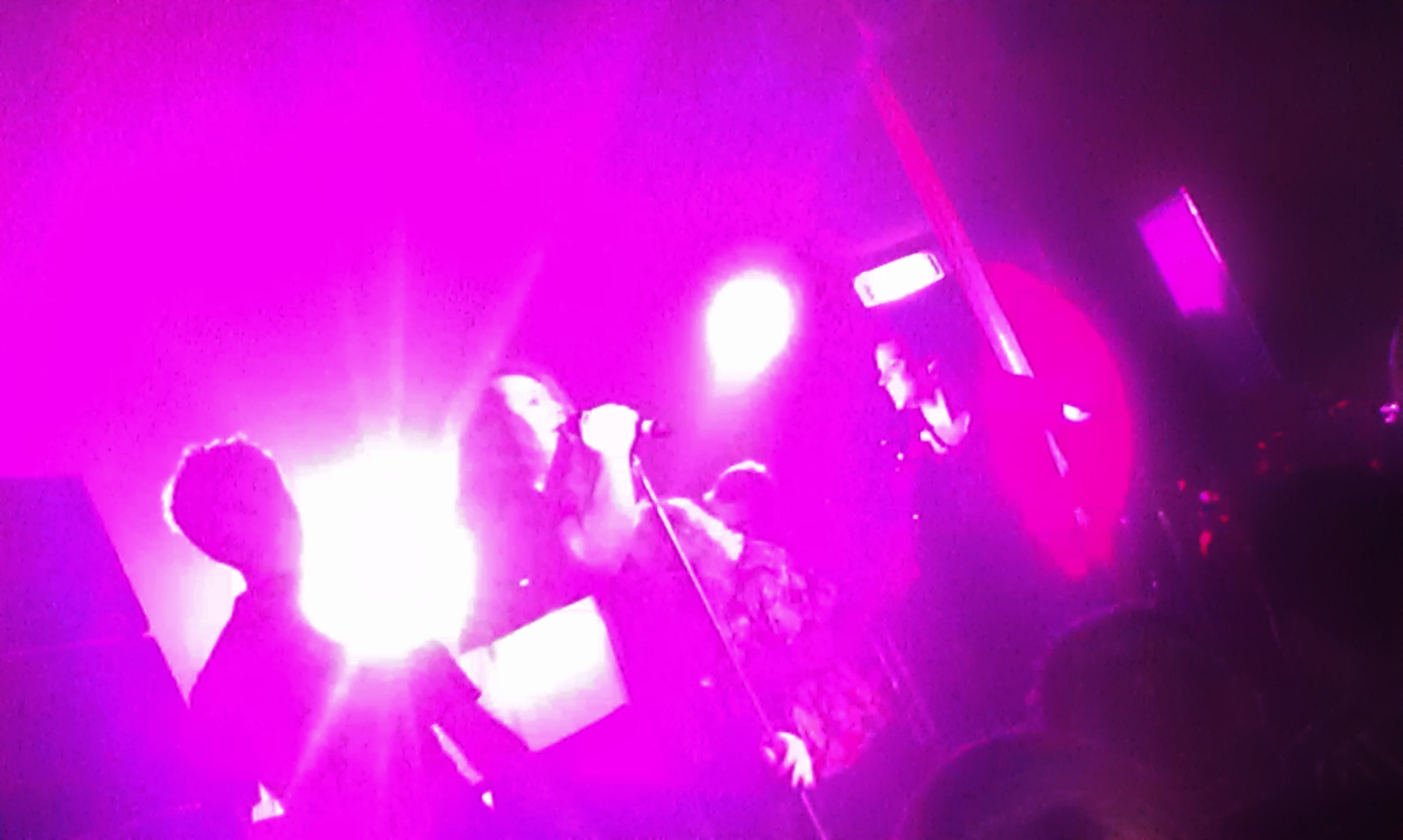
Antony and The Johnsons durante un concierto en 2012

El primer trabajo de la banda se publicó en 1998, después de que el componente de Current 93 David Tibet, escuchase su maqueta y decidiera ficharles para su compañía discográfica Durtro. En 2001 grabaron un EP titulado I Fell in Love with a Dead Boy, el cual llegó a oídos de Lou Reed, quien inmediatamente reclutó a Anohni para colaborar en su álbum de 2003 The Raven.
El siguiente EP del grupo, titulado The Lake (2004), sería su primera referencia para el sello Secretly Canadian, y en él Reed vuelve a colaborar con Antony en una de sus canciones.
Su segundo álbum, titulado I Am a Bird Now (2005), se convirtió en un gran éxito de crítica y les abrió las puertas a audiencias más amplias, llegando al número 5 en las listas británicas. El disco, además de una nueva colaboración con Lou Reed, también cuenta con la de compañeros generacionales como Rufus Wainwright y Devendra Banhart, y la de su ídolo de adolescencia Boy George, con el que interpreta a dúo la canción You Are My Sister. Por este álbum fueron galardonados con el Mercury Music Prize del mismo año, creándose una controversia cuando Kaiser Chiefs, sus rivales para dicho premio, declararon que Antony no debería considerarse como artista británico, ya que ha pasado la mayor parte de su vida en Estados Unidos. Además de este premio, también estuvo nominado como mejor cantante masculino en los Brit Awards, y su álbum apareció en todas las listas de mejores discos en las revistas musicales, destacando la publicación británica Mojo, que lo eligió disco del año.

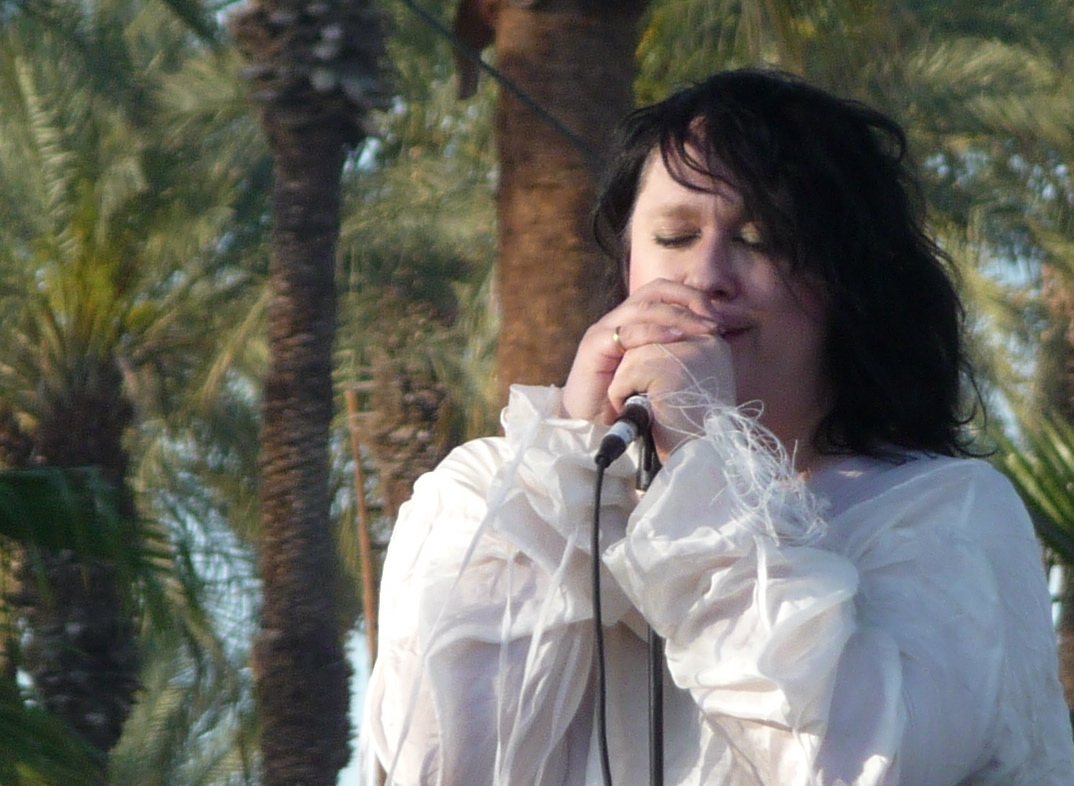
Antony en el Festival Coachella (2009)

En 2009 se publica The Crying Light su tercer álbum de estudio y primero con el sello Rough Trade. Destaca por su proceso de preproducción en el que se prepararon y grabaron 25 canciones de las que finalmente se escogieron 10. A diferencia de su antecesor, temáticamente centrado en sentimientos como la tristeza sentida o proyectada, en este álbum aspectos como la naturaleza, la interconexión de las cosas con el ser humano, la muerte o la transformación son ejes centrales. Musicalmente la crítica lo consideró un disco más poético, más sensible musicalmente y donde se mostraba mejor la honestidad de sus propuestas.
Un año después ve la luz Swamlights (2010). Integrado por 12 canciones que oscilan entre la música folk-rock y la música características de una orquesta de cámara. En AllMusic se califica como un álbum que por ambición, ejecución y estilo está muy cerca del pop más artístico, hecho corroborado por la participación de Björk en algunas canciones, pero perfectamente accesible al gran público.
Cut the World (2012), quinta referencia del grupo, se trata de un álbum en vivo grabado en Dinamarca junto a la Orquesta de Cámara Nacional de Dinamarca. Principalmente se trata de un álbum de grandes éxitos en el que las canciones, publicadas en álbumes anteriores, son adaptadas y regrabadas con el formato de una Orquesta de cámara.

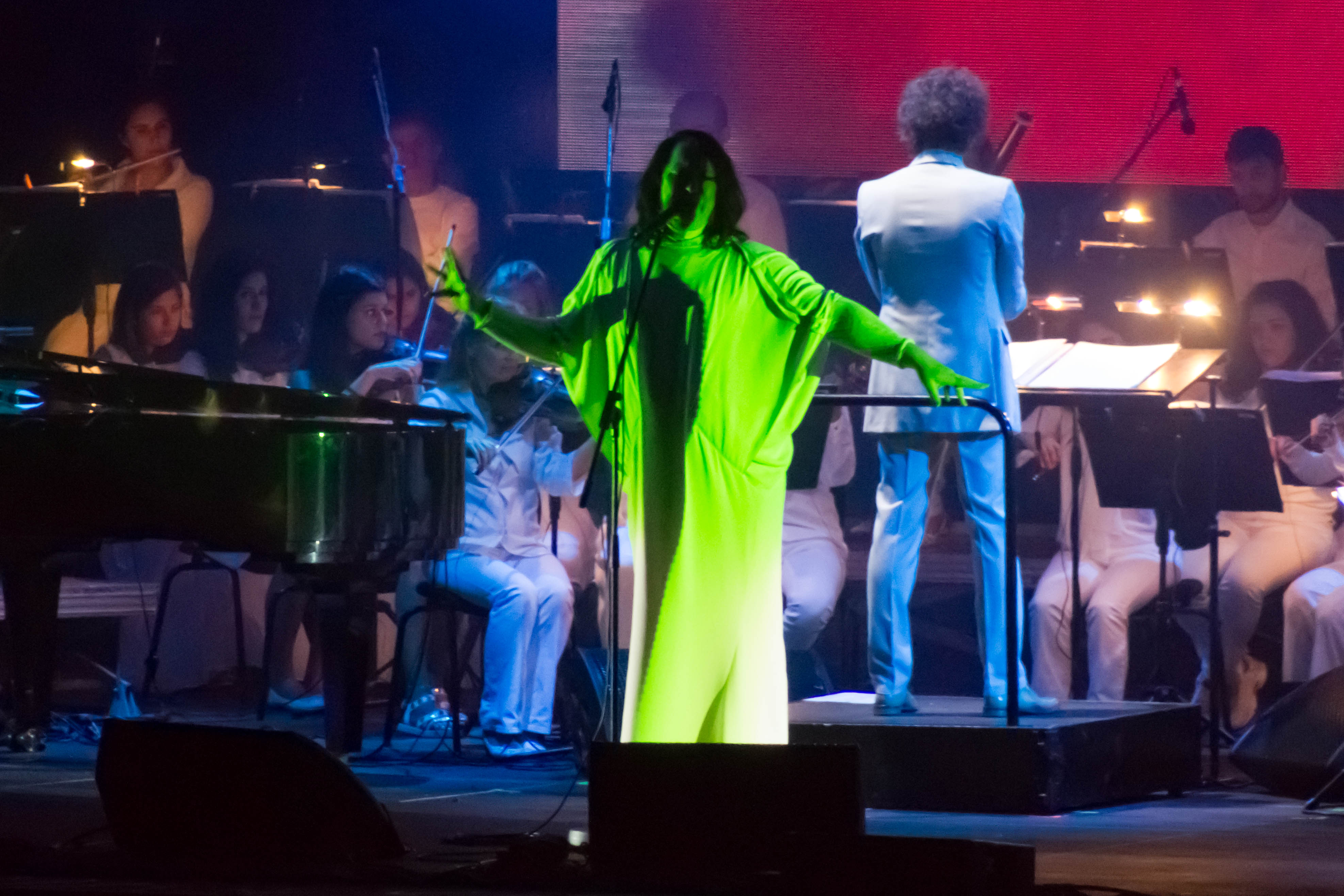
Antony and The Johnsons en 2015

Dos años más tarde se publicó Turning (2014) un nuevo álbum con 17 canciones interpretadas en vivo en The Barbican Centre (Londres). Se trataba de la publicación de unos conciertos realizados entre el 5 y 6 de noviembre de 2006 para un proyecto del artista Charles Atlas. Hasta 2018 se trata del último álbum publicado bajo el nombre de Antony and The Johnsons.
A partir de 2015, Antony pasa a convertirse en Anohni con su nueva identidad transgénero y publica nuevos trabajos en solitario, como  Hopelessness (2016).

## Discografía

### Álbumes

#### Álbumes de estudio
- Antony and the Johnsons (Durtro, 1998; Secretly Canadian 2000, 2004).
- I Am a Bird Now (Secretly Canadian, febrero de 2005).
- The Crying Light (Secretly Canadian-Rough Trade-¡PopStock!, 2009).[3]
- Swanlights (Secretly Canadian, octubre de 2010)

#### Álbumes en directo
- Live at St. Olave's (Durtro, mayo de 2003)
- Cut the World (Rough Trade Records, agosto de 2012)
- Turning (Secretly Canadian, noviembre de 2014)

### EP y sencillos
- I Fell In Love With A Dead Boy (Durtro, enero de 2001; reissued on Rebis Music, 2006)
- Calling For Vanished Faces/Virgin Mary 7" (Durtro, mayo de 2003) (Split single with Current 93; Edición limitada a 500 copias)
- The Lake (Secretly Canadian, noviembre de 2004)
- Hope There's Someone (Secretly Canadian, junio de 2004)
- You Are My Sister (Rough Trade, noviembre de 2005)
- Another World (Secretly Canadian, octubre de 2008)
- Epilepsy Is Dancing (Secretly Canadian, enero de 2009)
- Aeon (Secretly Canadian, 2009)
- Crazy in Love (Secretly Canadian, 2009)
- Thank you for you Love (Secretly Canadian, 2010)
- Swanlights (EP) (Secretly Canadian/Rough Trade, 2010)
- Cut the World (live) (Secretly Canadian, 2012)
- Fistful of Love (2013)

### Colaboraciones
- "Tears for Animals", voz con CocoRosie Tales of a GrassWidow (2013)
- "Who am I to feel so free?", voz con la banda MEN de su álbum debut Talk About Body (2010)
- "Ballad of the Sad Young Men", dueto con Marc Almond en su álbum Stardom Road (2007)
- "Knockin' on Heaven's Door" en el álbum I'm Not There, banda sonora de la película sobre Bob Dylan I'm Not There (2007)
- "Dull Flame of Desire" y "My Juvenile", duetos con Björk en el álbum Volta (2007)
- "Toyboat" y "Cambridge 1969/2007", en el álbum Yes, I'm A Witch de Yoko Ono
- "All There Is to Tell" dueto con Reuben Butchart en su álbum Golden Boy (2007)
- The Snow Abides miniálbum de Michael Cashmore, miembro de Current 93
- "Semen Song for James Bidgood" con Matmos en su álbum The Rose Has Teeth in the Mouth of the Beast (2006)
- "I Defy", en el álbum de Joan as Police Woman Real Life (2006)
- "Beautiful Boyz" en el álbum de CocoRosie Noah's Ark (2005)
- Live at St. Olaves EP compartido con Current 93 (2003)
- "Calling for Vanished Faces 1"/"Virgin Mary" sencillo compartido con Current 93, edición limitada a 500 copias (2003)
- "Candy Says" en el álbum de Lou Reed Animal Serenade (2004)
- "Perfect Day" en el álbum de Lou Reed The Raven (2003)
- "Old Whore's Diet" en el álbum de Rufus Wainwright Want Two
- "Happy Xmas (War is over)", dueto con Boy George en el álbum benéfico Help!: A Day in the Life promovido por la organización War Child (2005)
- "Idumea" and "The Beautiful Dancing Dust" en el álbum de Current 93 Black Ships Ate the Sky (2006)
- "If It Be Your Will" en el documental Leonard Cohen: I'm Your Man (2006)
- "Lowlands Low" con Bryan Ferry y "Leave her Johnny" con Lou Reed en el recopilatorio Rogue's Gallery: Pirate Ballads, Sea Songs, and Chanteys (2006)
- "One More Try" con My robot friend en el álbum Dial Zero (2006)
- "Blind" (single), "Time Will" y "Raise Me Up" en el primer álbum de Hercules and Love Affair (2008)
- "Del suo veloce volo" con Franco Battiato, en el disco Fleurs 2 (noviembre de 2008)
- "I Was Young When I Left Home" con Bryce Dressner, en el disco "Dark Was The Night" (2009)
- "O O Baby" con Marianne Faithfull, en el disco Easy Come, Easy Go (2009)
- "Forgiveness" con Elisa Toffoli, en el disco Heart (2009)
- "Atom Dance" con Björk, en el disco Vulnicura (2015)
- Seis canciones incluido el sencillo  "Poisonous Storytelling" que canta sola en el álbum In Amber de la banda Hercules and Love Affair (Junio de 2022 publicado por BMG)

## Premios y nominaciones
- Ganador del Mercury Music Prize al mejor álbum en 2005 por I Am a Bird Now.[25]
- Nominado al mejor cantante masculino en los Brit Awards de 2006.[26]